# Jeggau
Jeggau ist ein Ortsteil der gleichnamigen Ortschaft der Hansestadt Gardelegen im Altmarkkreis Salzwedel in Sachsen-Anhalt.

## Geografie
Jeggau liegt 13 Kilometer westlich von Gardelegen in der südlichen Altmark im Landschaftsschutzgebiet Drömling. Im Südosten fließt die Tarnefitzer Elbe nach Süden in die Ohre.  Die Jeggauer Fleet (Flötgraben) fließt nördlich des Dorfes nach Westen durch das 55 Hektar große Naturschutzgebiet Jeggauer Moor, ein FFH-Gebiet.
Zum Ortsteil gehören die kleinen Ansiedlungen und Eigenthum und Dudel, die nordöstlich des Straßendorfes liegen.

## Geschichte

### Mittelalter bis Neuzeit
Jeggau ist ursprünglich als Angerdorf angelegt worden und entwickelte sich später zum Straßendorf, wie aus dem Urmesstischblatt von 1823 erkennbar ist.
Jeggau soll 1295 erstmals erwähnt worden sein. Parisius und Brinkmann schrieben im Jahre 1897 über eine verlorengegangene Urkunde aus der Zeit um 1300, zu der Beckmann im Jahre 1753 berichtete, dass Jeggau dem Hospital zum Heiligen Geist in Gardelegen durch die Markgrafen Otto und Waldemar sowie Otto und Konrad geschenkt worden war.
Im Jahre 1429 wird Johannes Jeggow in Gröningen in einer Urkunde genannt. Im Jahre 1472 wird der Ort als Jeggow erwähnt, als Kurfürst Abrecht Werner und Gebhard von Alvensleben mit dem Schloss und der Vogtei Gardelegen und den zugehörigen Besitzungen belehnt. Das Dorf gehörte 1472 dem Hospital zum Heiligen Geist in Gardelegen. Im Jahr 1560 war Jeggau von einer Überschwemmung betroffen. 1651 kam es zu einem Dorfbrand der auch die Dorfkirche beschädigte. Von 1688 bis 1690 erfolgte als Ersatz der Bau der heutigen Kirche. 1831 brannten acht Höfe ab. Seitdem ist die Dorfanlage geradlinig.
Nördlich von Jeggau lagen die bereits im 14. Jahrhundert wüst gewordenen Dörfer Hohen-Heerde und Sieden-Heerde.
Südwestlich des Dorfes stand noch am Anfang des 20. Jahrhunderts eine Windmühle.

### Herkunft des Ortsnamens
Franz Mertens erkennt im Namen 1472 Jeggow die slawischen Worte „joju, joje“ für „das Ei“ oder „jojodoi“ für „die Beeren“ sowie „ow, au“ für „Ort“.

### Eingemeindungen
Ursprünglich gehörte das Dorf zum Tangermündeschen Kreis der Mark Brandenburg in der Altmark. Zwischen 1807 und 1810 lag es im Kanton Mieste auf dem Territorium des napoleonischen Königreichs Westphalen. Ab 1816 gehörte die Gemeinde zum Kreis Gardelegen, dem späteren Landkreis Gardelegen.
Ab dem 25. August 1952 gehörte die Gemeinde Jeggau zum Kreis Gardelegen.  Am 1. Juli 1994 wurde die Gemeinde in den Altmarkkreis Salzwedel umgegliedert.
Vom 1. Januar 2005 bis zum 31. Dezember 2010 gehörte die Gemeinde Jeggau zur Verwaltungsgemeinschaft Südliche Altmark und war damit eine von 18 Mitgliedsgemeinden.
Am 1. Januar 2011 wurde die bis dahin selbständige Gemeinde mit den Wohnplätzen Dudel und Eigenthum per Landesgesetz zusammen mit 17 weiteren Gemeinden in die Hansestadt Gardelegen eingemeindet.

### Einwohnerentwicklung
| Jahr | Einwohner |
| ---- | --------- |
| 1734 | 158       |
| 1774 | 194       |
| 1789 | 154       |
| 1798 | 155       |
| 1801 | 159       |
| 1818 | 184       |

| Jahr | Einwohner |
| ---- | --------- |
| 1840 | 289       |
| 1864 | 345       |
| 1871 | 300       |
| 1885 | 301       |
| 1892 | [00]371   |
| 1895 | 363       |

| Jahr | Einwohner |
| ---- | --------- |
| 1900 | [00]405   |
| 1905 | 354       |
| 1910 | [00]405   |
| 1925 | 409       |
| 1939 | 397       |
| 1946 | 580       |

| Jahr | Einwohner |
| ---- | --------- |
| 1964 | 375       |
| 1971 | 304       |
| 1981 | 272       |
| 1993 | 246       |
| 2006 | 231       |
| 2009 | 229       |

| Jahr | Einwohner |
| ---- | --------- |
| 2012 | [00]207   |
| 2016 | 184       |
| 2021 | [0]195    |
| 2022 | [0]193    |

Quelle, wenn nicht angegeben, bis 2006:

## Religion
- Die evangelische Kirchengemeinde Jeggau gehörte früher zur Pfarrei Jeggau.[20] Seit 2003 gehört die Kirchengemeinde Jeggau gemeinsam mit Breitenfeld, Köckte, Quarnebeck und Trippigleben zum Kirchspiel Breitenfeld-Jeggau.[6] Heute wird das Kirchspiel betreut vom Pfarrbereich Breitenfeld im Kirchenkreis Salzwedel im Propstsprengel Stendal-Magdeburg der Evangelischen Kirche in Mitteldeutschland.[21]
- Bereits 1998 war die Pfarrstelle stillgelegt worden. Bis 1998 hatte die Kirchengemeinde zum Kirchenkreis Gardelegen gehört.[6]
- Die historischen Überlieferungen in Kirchenbüchern für Jeggau beginnen im Jahre 1767.[22]
- Die katholischen Christen gehören zur Pfarrei St. Hildegard in Gardelegen im Dekanat Stendal im Bistum Magdeburg.[23]

## Politik

### Ortsbürgermeister
Ortsbürgermeister für die Ortschaft Hottendorf ist Benjamin Preetz.

### Ortschaftsrat
Bei der Ortschaftsratswahl am 26. Mai 2019 gewann die CDU alle 6 Sitze.

### Wappen und Flagge
Das Wappen der ehemaligen Gemeinde Jeggau wurde am 16. September 2008 durch den Landkreis genehmigt.
Blasonierung: „In Gold ein flugbereiter blauer Phönix mit rotem Schnabel und ausgeschlagener Zunge, aufsteigend aus rotem Feuer und überhöht von drei sechsstrahligen blauen Sternen, der mittlere größer.“
Die Farben Jeggaus – abgeleitet von dem Hauptwappenmotiv und der Tinktur des Schildes – sind Blau-Gold (Gelb).
Das Wappen wurde vom Magdeburger Kommunalheraldiker Jörg Mantzsch gestaltet.
Die Flagge ist blau-gelb (1:1) gestreift (Querform: Streifen waagerecht verlaufend, Längsform: Streifen senkrecht verlaufend) und mittig mit dem Gemeindewappen belegt.

## Kultur und Sehenswürdigkeiten
- Im Februar wird jährlich das Fasslom-Fest gefeiert – ein Brauch, um den Winter auszutreiben und den Frühling zu begrüßen.[27]
- Die evangelische Dorfkirche Jeggau ist ein lang gestreckter Fachwerkbau auf den Jahren 1688 bis 1690 mit einer Orgel. Südlich der Kirche steht ein Glockenträger aus Holz.[28]
- Der Ortsfriedhof liegt südlich des Dorfes.

### Vereine
- Fasslom-Verein Jeggau e. V.
- Turn- und Sportverein Jeggau 1926 e. V.

## Verkehr
Unweit des Dorfes verläuft der Mittellandkanal der nächste Umschlaghafen befindet sich in Calvörde.

## Persönlichkeiten
- Karl von Jacobi (1828–1903), deutscher Ministerialbeamter